# Amanda Editrice
Amanda Editrice è stata una casa editrice femminista italiana fondata dalla giornalista e scrittrice femminista Alearda Trentini. La sua rilevanza in ambito editoriale, ad onta delle breve esistenza sul mercato (1978-1984), è legata dal costituire uno dei primi esperimenti editoriali autogestiti, agli albori della nascita dell'Editoria Femminista in coincidenza con la Seconda ondata femminista in Italia. Una delle caratteristiche principali della seconda ondata è stata la critica dei mezzi di comunicazione di massa in quanto intrisi di sessismo. Nel tentativo di contrastare tali contenuti il Movimento Femminista italiano ricerca in modo autonomo i mezzi per lo sviluppo di una controcultura, nelle forme possibili di una propria e specifica cultura popolare. Uno di questi strumenti è stata l'Editoria, settore nel cui ambito alla fine degli anni settanta sono stati avviati i primi esperimenti di autogestione nei limiti delle limitate risorse finanziarie a disposizione.
Nella presentazione dell'iniziativa editoriale della Amanda Editrice si legge tra l'altro: "Dare voce alla nostra continuità politica di donne, alla vitalità e alla forza che da sempre ci appartengono". L'attività editoriale si sviluppa pertanto parallelamente alla ricerca di riferimenti culturali a sostegno delle iniziative politiche.
Nell'ambito del recupero della cultura popolare, la Amanda Editrice pubblica il primo libro di poesie della poetessa dialettale italiana Giuliana Rocchi nel 1980 con ampia eco sulla stampa specializzata e sulle riviste femministe italiane ed europee. Nel 1981 segue la pubblicazione della prima edizione in Italia della traduzione del libro Oroonoko di Aphra Behn nella traduzione curata da Marina Tornaghi e Irene Agnello. Nel corso della sua attività la casa editrice ha pubblicato tra l'altro: nel 1980 Virinea di Lidija Sejfullina; nel 1984 il volume di poesie Fuga dal tempo 1957 di Adele Faccio.
La chiusura dell'attività editoriale si registra nel 1984.
L'associazione ARCHIVIA possiede il fondo archivistico personale di Alearda Trentini.